# Messor rugosus
Messor rugosus är en myrart som först beskrevs av Andre 1881.  Messor rugosus ingår i släktet Messor och familjen myror.

## Underarter
Arten delas in i följande underarter:
- M. r. bodenheimeri
- M. r. crawleyi
- M. r. rugosus